# Augochlora ignifera
Augochlora ignifera là một loài Hymenoptera trong họ Halictidae. Loài này được Crawford mô tả khoa học năm 1914.